# Bonosos
Bonosos ou Bonosus (mort en octobre 610) est un général byzantin du début du VIIe siècle qui n'apparaît dans les sources qu'aux derniers temps du règne de Phocas (602-610).

## Biographie
Il est nommé comes orientis vers 609, c'est-à-dire général en chef des armées d'Orient, alors que l'Empire byzantin est engagé dans la guerre perso-byzantine de 602-628 dont les premières années sont marquées par des pertes territoriales importantes. En Palestine, les Juifs, traditionnellement hostiles au pouvoir impérial, ont lancé des révoltes, parfois en lien avec d'autres rebelles, à Antioche ou Jérusalem. Bonosos reçoit l'ordre de les mater alors qu'il a déjà une réputation de rudesse voire de cruauté. Après un échec, il réunit suffisamment de forces pour les écraser dans le sang. Alors qu'il est à Césarée, il doit reporter son attention sur Egypte. Un an plus tôt, l'exarque d'Afrique, Héraclius l'Ancien, a lancé un soulèvement contre Phocas, dont le pouvoir est fragile depuis son arrivée sur le trône à la suite d'une usurpation en 602. Cette fois, la menace est d'envergure car Héraclius dispose des moyens d'une province entière derrière lui. Il envoie son neveu, Nicétas, conquérir l'Egypte et Bonosios est envoyé le combattre.
Il s'y rend par mer et débarque vraisemblablement à Pelusium, alors que Nicétas tient déjà Alexandrie. Il rejoint les forces loyalistes toujours présentes, dirigées par Paulus, et inflige une défaite aux troupes rebelles, conduites par Bonakis; qui est exécuté après sa capture. Bonosos reprend Nikiou et use de la répression, comme il l'a déjà fait en Palestine, ce qui renforce sa réputation de férocité. Il dirige ensuite ses troupes contre Alexandrie qu'il espère prendre d'assaut par mer et par terre mais, cette fois, il est vaincu par Nicétas et contraint à la fuite. Il parvient à rejoindre Nikiou où il retrouve Paulus et lance des opérations de harcèlement des soldats de Nicétas mais celui-ci parvient à conquérir de nouvelles positions et oblige finalement Bonosos à quitter l'Egypte, d'abord pour la Palestine puis pour Constantinople.
Alors que l'Egypte est désormais tombée, Héraclius l'Ancien a envoyé sur Constantinople une flotte dirigée par son fils, Héraclius. Bonosos est envoyé pour s'y opposer mais ses soldats, qui appartiennent apparemment en partie à la Faction des Verts, se soulèvent à leur tour. Bonosos tente de s'échapper mais il est rattrapé dans un des ports de la Cité impériale, probablement le port de Julien, où il est tué par un soldat des Excubites, les gardes impériaux. Son corps est amené au forum du Bœuf pour y être exhibé et brûlé.